# Aeroportul Jumandy
Aeroportul Jumandy (IATA: TNW, ICAO: SEJD) este un aeroport din Ahuano⁠(d), Cantón Tena⁠(d), Provincia Napo, Ecuador ce deservește zona Tena⁠(d).
Situat la o altitudine de 376 m, aeroportul dispune de o singură pistă.